# كروناخ
كروناخ (بالألمانية: Kronach) هي بلدة ألمانية، district capital و medium regional center تقع في ألمانيا في بافاريا. يقدر عدد سكانها بـ 18,151 نسمة .

## المدن التوأمة
مدن Rhodt unter Rietburg، Hennebont و Kiskunhalas هي مدن توأمة لـكروناخ.

## أعلام
- كريستين شبيشت
- ماكسيميليان فون يلش
- سيباستيان بورغر
- غلوريا فريدمان
- لوكاس كراناخ